# フォルキア
フォルキア（イタリア語: Forchia）は、イタリア共和国カンパニア州ベネヴェント県にある、人口約1,200人の基礎自治体（コムーネ）。

## 地理

### 位置・広がり
ベネヴェント県のコムーネ。県都ベネヴェントから西南西へ24kmの距離にある。

#### 隣接コムーネ
隣接するコムーネは以下の通り。括弧内のCEはカゼルタ県、NAはナポリ県所属を示す
- アイローラ
- アリエンツォ (CE)
- アルパーイア
- モイアーノ
- ロッカライーノラ (NA)

## 行政

### 分離集落
フォルキアには、以下の分離集落（フラツィオーネ）がある。
- S. Alfonso, Cagni, Acquavitale, Signorindico